# 야마사토촌 (미에현)
야마사토촌(山郷村)은 미에현 이나베군에 있던 촌이다. 현재의 이나베시 동남부에 해당한다.

## 역사
- 1889년 4월 1일 - 정촌제 시행에 의해 이나베군 야마사토촌이 성립하였다.
- 1955년 4월 1일 - 아게키정, 도야시로촌과 합병해 호쿠세이정이 성립하여, 동일 야마사토촌은 폐지되었다.

## 교통

### 철도
- 산기철도
  - 산기선 (현 산기 철도 산기선)

## 참고문헌
- 角川日本地名大辞典 24 三重県